# Bonnetan
Bonnetan ist eine französische Gemeinde mit 1048 Einwohnern (Stand 1. Januar 2022) im Département Gironde in der Region Nouvelle-Aquitaine und gehört zum Kanton Créon im Arrondissement Bordeaux. Die Gemeinde liegt im Einzugsgebiet der Stadt Bordeaux.

## Geografie
Bonnetan liegt im Südwesten Frankreichs im Gebiet Entre deux mers zwischen den Flüssen Garonne und Dordogne, 14 Kilometer östlich von Bordeaux, der Hauptstadt der Region Aquitanien, und 7,4 Kilometer nordwestlich vom Kantonshauptort Créon, auf einer mittleren Höhe von 67 Metern über dem Meeresspiegel. Die Ortschaft ist von den Nachbargemeinden Fargues-Saint-Hilaire, Sallebœuf, Loupes und Lignan-de-Bordeaux umgeben. Das Gemeindegebiet hat eine Fläche von 4,29 Quadratkilometern. Der Bach Canteranne fließt durch die Gemeinde.
Bonnetan ist einer Klimazone des Typs Cfb (nach Köppen und Geiger) zugeordnet: Warmgemäßigtes Regenklima (C), vollfeucht (f), wärmster Monat unter 22 °C, mindestens vier Monate über 10 °C (a). Es herrscht Seeklima mit gemäßigtem Sommer.

## Geschichte
Bonnetan war schon in gallo-römischer Zeit (52 v. Chr. bis 486 n. Chr.) besiedelt. Und seit jener Zeit von Feldern und Weinbergen umgeben. Laut Ernest Nègre ist der Ortsname ebenfalls gallo-römischen Ursprungs und aus dem Personennamen Bonnitus und der Ortsnamensendung -anum zusammengesetzt. Die Pfarrkirche Saint-Martin wurde im 12. Jahrhundert errichtet. Der Weiler La Loubière war im Ancien Régime eine Seigneurie. Im 16. Jahrhundert wurde dort ein Schloss errichtet.
1793 erhielt Bonnetan im Zuge der Französischen Revolution (1789–1799) den Status einer Gemeinde. 1801 erhielt die Gemeinde durch die Verwaltungsreform in der Regierungszeit Napoleon Bonapartes (1769–1821) unter dem Namen Bonnetaut das Recht auf kommunale Selbstverwaltung. Die Einwohnerzahl ist nach 1968 von damals 275 auf 810 im Jahr 2009 angestiegen.

## Bevölkerungsentwicklung
| Jahr                       | 1962 | 1968 | 1975 | 1982 | 1990 | 1999 | 2010 | 2019 |
| Einwohner                  | 255  | 275  | 418  | 623  | 679  | 735  | 806  | 990  |
| Quellen: Cassini und INSEE |      |      |      |      |      |      |      |      |

## Kultur und Sehenswürdigkeiten

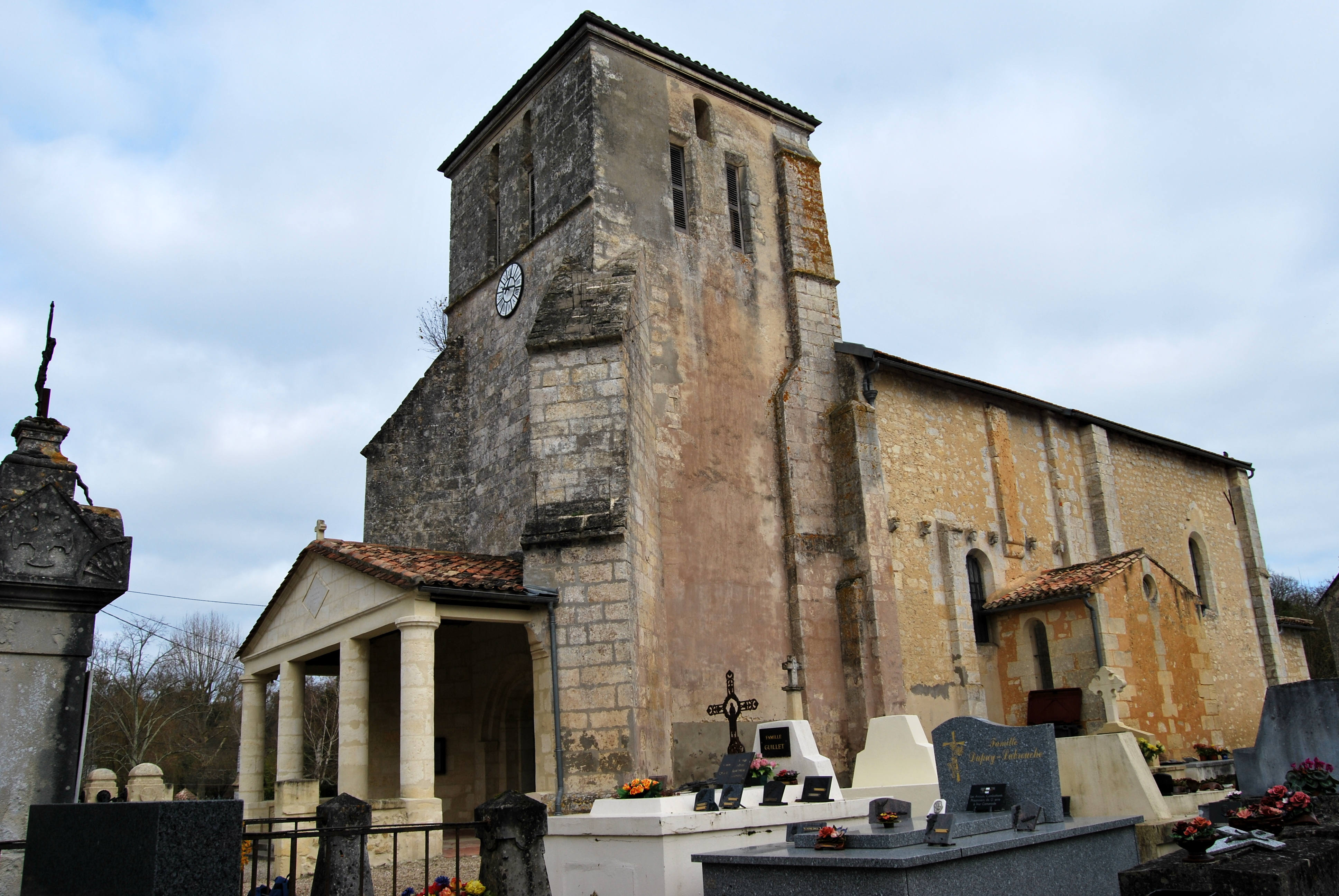
Kirche Saint-Martin

Bonnetan gehört zum Kommunalverband Les Coteaux Bordelais. Die sieben Mitgliedsgemeinden organisierten im Mai 2012 erstmals eine unentgeltliche Konzertreihe namens Eufonia mit klassischer Musik. Die Veranstaltungsreihe soll jährlich wiederholt werden.
Das Schloss La Loubière aus dem 16. Jahrhundert wurde im 17. und 18. Jahrhundert vergrößert. Die landwirtschaftlichen Gebäude stammen aus dem 18. und 19. Jahrhundert. Das Schloss ist im Privatbesitz und wird heute als Hotel genutzt.
An einem Seitenarm der Canteranne steht ein Lavoir aus dem 19. Jahrhundert.
Der Schutzpatron der Kirche Saint-Martin aus dem 12. Jahrhundert ist Martin von Tours. 1664 stürzte das Dach ein. Es wurde daraufhin erneuert. 1890 wurde die Kirche restauriert und eine Sakristei sowie ein Portalvorbau angebaut.